# ジャーニー 太古アラビア半島での奇跡と戦いの物語
『ジャーニー 太古アラビア半島での奇跡と戦いの物語』（ジャーニー たいこアラビアはんとうでのきせきとたたかいのものがたり、阿: الرحلة 、英: The Journey）は、サウジアラビアの企業・マンガプロダクションズと東映アニメーションが共同で制作し、静野孔文が監督を務める日本・サウジアラビア合作のアニメーション映画。アラビア語の原題『الرحلة』は、アッ＝リフラ（ar-riḥla）と発音し、「旅」と言う意味である。陶工の青年「アウス」が、故郷の街を守るために戦いに参加する姿を描いている。

## 登場人物・キャスト
キャストはアラビア語版 / 日本語吹替版の順で記載。登場人物解説文は日本語吹替版公式サイトにおける記述を出典として記載。
アウス
声 - ナサール・アンナサール / 古谷徹
陶工のジュバイルの義理の息子。故郷の街（メッカ）を守るため、防衛隊に参加する。過去の所業に少々後ろ暗さを感じている。
ズララ
声 - アブドラ・エルフィキー / 神谷浩史
傭兵の青年男性。戦うのはあくまでもカネを得るためであり、信念を持つアウスとはしばしば衝突する。
ニザール
声 - アブドラハマーン・アルワサン / 中村悠一
メッカを守る隊の小隊長。
ヒンド
声 - ラシャ・リズク / 三石琴乃
アウスの妻でありジュバイルの娘。「ワハブ」という息子がいる。
ムッタリブ
声 - ジャシム・アンナブハン / 麦人
メッカの長老。非戦主義者であるが、アブラハの暴威には毅然と対する。
アブラハ
声 - アブド・シャヒーン / 黒田崇矢
海の彼方からメッカを支配するため大軍を率いて侵攻してきた男。常に仮面を付けている。大変に好戦的であり、メッカの民や宗教文化には一遍の情けも無い。
ムサブ
声 - アハマド・アルヤジディ / 中井和哉

## 題材
物語はコーランの第105番目の章（スーラ）である「象（アル・フィール）」を題材としている。戦象を引き連れてメッカを襲ったエチオピア軍が神の奇跡で退けられた様子が描かれている。
この章は西暦570年頃の史実がもとになっており、この年は「象の年」と呼ばれ伝統的にイスラム教の始祖である預言者ムハンマドが誕生した年であるとされている。また、エチオピア軍が壊走した原因は天然痘が蔓延したためではないかと推測されている。映画に登場する人物のうち、ムッタリブとアブラハは実在の人物である。
ムッタリブは当時メッカを治めていたクライシュ族の指導者アブドゥルムッタリブで、預言者ムハンマドの祖父にあたる。伝承ではメッカの住人はエチオピア軍とは戦わず、山中へ避難し神に祈ったとされている。この時代はイスラム教の発生前であり、メッカは多神教徒たちの集まる都市であった。
アブラハはアクスム王国（現在のエチオピア東北部）の軍人で、ヒムヤル王国（現在のイエメン南西部）を占領したことで知られる。また、その時の戦いで負傷し鼻を失ったとされる。キリスト教徒である彼がメッカに侵攻した目的は、当時は多神教の神殿であったカアバ神殿を破壊して教会を建てるためであったなどの諸説がある。

## 制作
本作はサウジアラビアのマンガプロダクションズと日本の東映アニメーションという2つのアニメーションスタジオが2017年11月に制作開始した共同制作作品である。また、マンガプロダクションズと東映アニメーションが共同で制作したアニメーション作品としては、1作目のアニメーションシリーズ『アサティール 未来の昔ばなし』に次ぐ2作目である。アラビア語版と日本語吹替版が制作され、監督は静野孔文、キャラクターデザインは岩元辰郎、音楽は和田薫が担当した。制作は東京とリヤドの両方で行われた。この映画の制作費用は1000万ドルから1500万ドルで、2020年2月までに制作を終えた。

## リリース
『ジャーニー 太古アラビア半島での奇跡と戦いの物語』は当初、2020年にカンヌ映画祭で初上映の予定だったが、COVID-19のパンデミックの影響で2021年に延期された。本作の中東・北アフリカ地域での劇場公開権はVOXシネマズが保有しており、この地域での配給を行った。日本での配給権は東映子会社のティ・ジョイが持っており、日本国内の配給については東映アニメーション自身が行った（配給協力として東映本社も関与）。
2021年6月17日にサウジアラビアを含む中東・北アフリカ地域での興行が始まり、アラビア語版と日本語吹替版が同時に公開された。アラビア語版は英語字幕、日本語吹替版はアラビア語字幕と英語字幕で上映された。日本国内では、英語字幕つきの日本語吹替版が2021年6月25日に国内公開された。
英語版とドイツ語版も制作され、英語版『The Journey』は北米で2022年4月12日に上映、ドイツ語版『The Journey - Die Legende vom guten Dieb（旅－義賊の伝説）』は2022年6月16日にDVDおよびBlu-rayディスクが発売された。

## スタッフ
- 監督 - 静野孔文
- 脚本 - 冨岡淳広
- キャラクター原案 - 岩元辰郎
- 作曲・編曲・音楽監督 - 和田薫
- 脚本原案 - Dr. Essam Bukhary、Peter Cooper、Dr. Amr Almaddah
- 美術監督 - 渡邊洋一、宮野隆、川松由典
- 撮影監督 - 萩原猛夫、泉津井陽一
- 編集 - 吉武将人
- 音響監督 - 明田川仁
- アニメプロデューサー - 大上裕真
- プロデューサー - 平澤直
- エグゼクティブプロデューサー - Dr. Essam Bukhary、清水慎治
- スーパーバイジングプロデューサー - 木戸睦、モハンマド・ザラ
- 制作 - マンガプロダクションズ、東映アニメーション、横浜アニメーションラボ、アーチ
- 配給 - 東映アニメーション
- 配給協力 - 東映
- 宣伝 - 東映エージェンシー
- 製作 - マンガプロダクションズ、東映アニメーション